# Костёл Матери Божьей Громничей и доминиканский монастырь (Староконстантинов)
Костёл Матери Божьей Громничей и доминиканский монастырь — готический, с элементами барокко, архитектурный комплекс в старой части города Староконстантинова на исторической Волыни на Украине.

## История
Центр монашеской жизни римо-католического ордена отцов доминиканцев на протяжении 1613—1832 годов. После расформирования монастыря и перестройки храма в православную церковь в конце XIX века, известен также как собор Воздвижения Честного Креста.
Значительно пострадал во время Великой Отечественной войны и на протяжении XX века не восстанавливался. С 2003 года находится в использовании монастыря Воздвижения Честного Креста Хмельницкой епархии Украинской православной церкви Московского патриархата.
В 1979 году руины храма и башни получили статус Памятника градостроительства и архитектуры.

## Архитектура

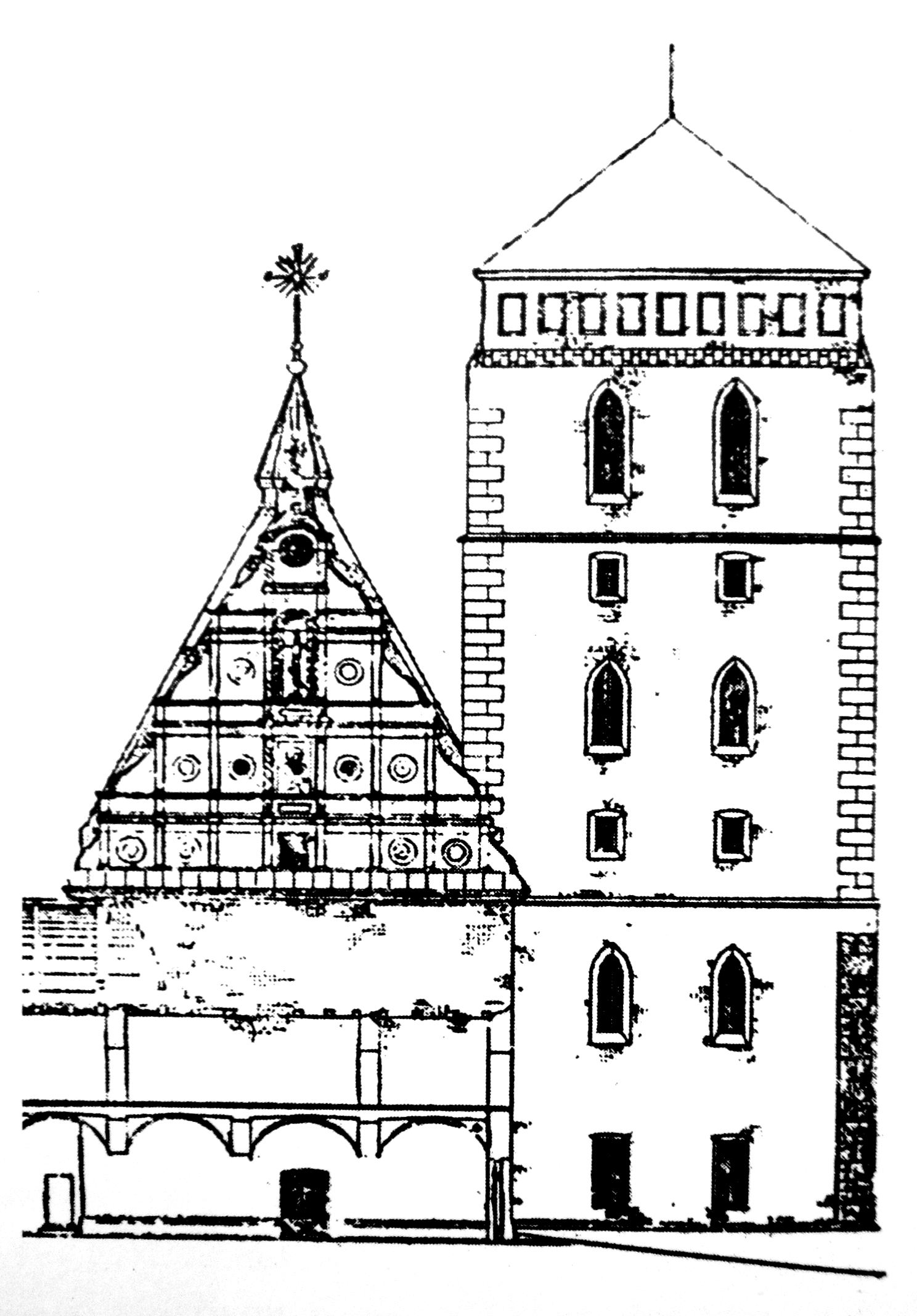
Костёл Матери Божьей Громничей и башня-донжон. Вид до перестройкы 1870-1880 годов

Однонефный храм общего типа традиционно ориентирован по оси восток-запад. Кладка преимущественно из камня с вкраплением кирпича. Имеет общие размеры 35×16 м. С востока к нефу прилегает пятигранная апсида. С южной стороны — почти квадратная в проекции башня. Фасад окружен двумя рядами бойниц. Круглые окна восточной стены также амбразурного типа. На хоры вели винтовые лестницы в северо-западном углу нефа. Архитектура святыни в целом характеризуется как готическая: крещатые своды над нефом и апсидой, стрельчатые окна вытянутых пропорций. В арсенал барокко следует отнести четырёхъярусный щипец западного фасада.
Башня состоит из шести ярусов, сообщение между которыми было через винтовые лестницы, устроенные в полуцилиндричной башенке в северо-восточном углу.
Толщина стен первого яруса - 2,8 м. Освещение - через окна. На первом, третьем и пятом ярусах - прямоугольной формы, на втором, четвёртом и шестом - стрельчатыми. Башня приспособлена для ведения огня из различных видов оружия. Имеет бойницы с внутренними камерами и отверстиями, прорезанными в каменных блоках. Верхний ярус завершает изящная аркатура. Была накрыта шатровой крышей.